# ヴャジマ公
ヴャジマ公（ロシア語: Князь Вяземский）はヴャジマ公国の君主の称号である（「公」はクニャージからの訳出による）。君主号・公国の名は、その首都だったヴャジマによる。1403年、リトアニア大公国に追われてモスクワへ逃れ、以後モスクワ大公国で貴族ヴャゼムスキー公爵家となった。子孫に詩人ピョートル・ヴャゼムスキーや、フランスの女優・小説家アンヌ・ヴィアゼムスキーがいる。

## ヴャジマ公の一覧
括弧内はヴャジマ公位への在位年
- アンドレイ・ウラジミロヴィチ(ru)（1239年 - ?）[1] - スモレンスク公・オーヴルチ公ウラジーミルの子[2]。
- ヴァシリー・アンドレエヴィチ（? - ?）
- アファナシー・ヴァシリエヴィチ（? - ?）
- アンドレイ・ミハイロヴィチ(ru)(1300年頃)
- フョードル・スヴャトスラヴィチ（1330年代 - 1345年） - ブリャンスク公スヴャトスラフの子、モスクワ大公セミョーンの妻エヴプラクシヤ(ru)の父[3]。
- イヴァン・ヴァシリエヴィチ（1360年代 - 1386年）- ブリャンスク公ヴァシリーの子[4]。
- アレクサンドル・ミハイロヴィチ（? - 1403年）[5]。